# Lijst van Vlaamse bands naar genre
Dit is een lijst van bands van Vlaamse bodem, gerangschikt naar genre.

## Alternative
- Balthazar
- Mastercab

## Blues
- Big Bill
- Lightnin' Guy

## Dance
- Arsenal
- Lasgo
- Psy'Aviah
- Sylver

## Dialectpop
- Biezebaaze
- Ertebrekers
- Fixkes
- K.I.A.
- Preuteleute

## Folk
- AedO
- Ambrozijn
- Amorroma
- Brabants Volksorkest
- de Elegasten
- EmBRUN
- Geppetto & The Whales
- GÖZE
- Kadril
- Katastroof
- 't Kliekske
- Laïs
- Magister
- Naragonia
- Olla Vogala
- Tref
- Rum
- Troissoeur
- de Vaganten
- Yevgueni

## Funk en soul
- Delv!s
- N8N

## Hiphop en r&b
- 't Hof van Commerce
- Rauw en Onbesproken
- Stikstof

## Jazz
- Absynthe Minded
- Aka Moon
- De Beren Gieren
- Brussels Jazz Orchestra
- Flat Earth Society
- Kiss My Jazz
- Octurn
- STUFF.
- The Golden River City Jazz Band
- Wizards of Ooze

## Kleinkunst
- Kommil Foo
- Miek en Roel
- De Nieuwe Snaar
- De Strangers

## Metal
- Aborted
- After All
- Ancient Rites
- Channel Zero
- Diablo Blvd
- Enthroned
- La Muerte
- Opus Nocturnales
- Spoil Engine
- STAKE

## New wave
- Siglo XX
- Luna Twist

## Pop
- Absynthe Minded
- Andes
- Arbeid Adelt!
- Arid
- Balthazar
- Clouseau
- The Dinky Toys
- Get Ready!
- Hooverphonic
- IIII Four
- K3
- Leopold 3
- Das Pop
- Ozark Henry
- The Radios
- Soulsister
- The Pebbles
- Vaya Con Dios
- Vive la Fête
- Wallace Collection
- Won Ton Ton

## Punk
- Belgian Asociality
- The Boerenzonen op Speed
- De Brassers
- Dead Stop
- Definitivos
- The Employees
- Janez Detd.
- The Kids
- De Kommeniste
- Funeral Dress
- Lunatic Society
- Morda
- Nailpin
- Räpe Blossoms
- Red Zebra
- Ulrikes Dream
- The Usual Suspects
- W.R.3
- Zyklome A
- X!NK

- A Brand
- Admiral Freebee
- The Bet
- Belgian Asociality
- Betty Goes Green
- Black Box Revelation
- Camden
- Channel Zero
- The Clement Peerens Explosition
- Customs
- Dead Man Ray
- dEUS
- Douglas Firs
- The Employees
- Evil Superstars
- Freaky Age
- Ghiribizzi
- Gorki
- The Hickey Underworld
- Janez Detd.
- K's Choice
- Kloot Per W
- De Lama's
- De Kreuners
- De Mens
- Metal Molly
- Millionaire
- Mint
- Mintzkov
- Monza
- Moondog Jr.
- Noordkaap
- Novastar
- Red Zebra
- The Scabs
- Scooter
- Soulwax
- STAKE
- Stash
- T.C. Matic
- Triggerfinger
- The Van Jets
- The Wolf Banes
- Zita Swoon
- Zornik

## Rock
.....

## Techno en house, electro en EBM
- 2 Unlimited
- 2manydjs
- Confetti's
- DAAN
- Dr. Lektroluv
- Front 242
- Lords of Acid
- Goose
- The Neon Judgement
- Oscar and the Wolf
- Praga Khan
- Psy'Aviah
- Technotronic
- Suicide Commando

## Wereldmuziek
- El Tattoo del Tigre
- Wawadadakwa

## Zigeunermuziek
- Kalinka Ensemble

## Nog te klasseren
- 2 Belgen
- Aimless Device
- Addicted Kru Sound
- Aka Moon
- Aroma di Amore
- Blunt
- Die Anarchistische Abendunterhaltung
- Dead Man Ray
- Dez Mona
- DHT
- Irish Coffee
- Lavvi Ebbel
- De Legende
- Milk Inc.
- Millionaire
- Nacht und Nebel
- Nailpin
- Octopus
- Sengir
- Sioen
- Staircase
- Telex
- Voice Male